# Fiat AS.1
A Fiat AS.1 era um avião de turismo leve desenvolvida em Itália no final dos anos 1920. Foi um projeto básico e convencional: um monoplano de asa guarda-sol com tailskid estar material rodante e para dois em conjunto cockpits abertos. O tipo provou ser extremamente popular, ea corrida de produção acabaria por estender-se a mais de 500 máquinas, com cerca de metade destes comprado pela Regia Aeronautica como treinadores e aeronaves de ligação. Construção era de madeira por toda parte, coberto por madeira compensada, tecido, e (ao redor do nariz) metal. Um desenvolvimento mais tarde, TR.1 designado contou com uma estrutura metálica e uma ala mais curta.
AS.1s foram usadas com sucesso em uma série de competições e eventos recordes. Em agosto de 1929, eles participaram do concurso internacional Desafio 1929, e em janeiro de 1930, um AS.1 pilotado por Renato Donati com o mecânico Gino Capannini foi usado para definir resistência, distância, e os registros de altitude na sua classe, respectivamente 29h 4 min 14 seg, 2,746.2 km (1,706.4 mi) e 6.782 m (22.251 pés). Em 28 de dezembro de 1932, Furio Niclot e Mariano Lanciani usado um 127 kW (170 hp) CNA C-7, 9-cilindros motor radial exemplo para definir o recorde de altitude de hidroavião em sua classe em 7362 m (24.154 pés). Trocando rodas para pontões, a mesma aeronave passou a definir o recorde landplane equivalente dois dias mais tarde em 9282 m (30.453 pés). proezas de longa distância incluído voos de Roma para Mogadíscio e Vercelli para Tóquio (ambos por Francis Lombardi e Gino Capannini) e uma circum-navegação aérea da África por Francis Lombardi, Contagem Lodovico Mazzotti, e Mario Rasini) que cobriu 27,600 km (17.150 mi) em 54 dias.
O TR.1 também teve sucessos concorrência em 1931 no Giro del Piemonte Aereo e do Giro d'Italia Aereo.